# Максименков, Иван Георгиевич
Иван Георгиевич Максименков (12 февраля 1915 — 11 мая 2000) — советский военный деятель, контр-адмирал, участник советско-финской и Великой Отечественной войн.

## Биография
Иван Георгиевич Максименков родился 12 февраля 1915 года в селе Городище (ныне — Киришский район Ленинградской области). В 1933 году был призван на службу в Военно-морской флот СССР. В 1937 году окончил Севастопольское военно-морское авиационное училище, в 1941 году — отдел командиром кораблей Высших специальных классов командного состава Военно-морского флота СССР. К началу Великой Отечественной войны служил помощником командира эсминца «Стройный» на Балтийском флоте.
С начала Великой Отечественной войны принимал активное участие в боевых действиях. Когда немецкие войска подошли к Ленинграду, Максименков со своим экипажем вёл огонь по противнику, нанося ему большие потери в живой силе и боевой технике. Особенно успешными были действия эсминца на Ям-Ижорском направлении 1 октября 1941 года, за которые экипаж был удостоен благодарности командующего Ленинградским фронтом генерала армии Г. К. Жукова. Во время одного из боевых выходов Максименкову удалось предотвратить подрыв эсминца на плавучих минах, при этом было выловлено и обезврежено 3 мины. Не раз участвовал в отражении вражеских авиационных налётов. В условиях отсутствия на кораблей артиллериста Максименков исполнял его обязанности и успешно справлялся с ними.
В дальнейшем командовал судном «Луга» отдела связи Балтийского флота, а с февраля 1944 года — 3-м отрядом бронекатеров шхерной бригады кораблей. Не раз поддерживал огнём действия сухопутных частей и других судов, вступал в схватку с превосходящими силами противника, неизменно выходя победителем. В ноябре 1944 года стал командиром дивизиона бронекатеров. С марта 1945 года занимал должность офицера-оператора оперативного отделения штаба Либавской военно-морской базы Балтийского флота. Участвовал в приёме трофейных кораблей германского флота, передаваемых СССР.
После окончания войны продолжал службу в Военно-морском флоте СССР. Занимал высокие командные и штабные должности на Балтийском и Тихоокеанском флоте. В 1957 году окончил военно-морской факультет Высшей военной академии имени К. Е. Ворошилова, после чего был старшим преподавателем, заместителем начальника кафедры организации оперативной и боевой подготовки Военно-морского флота, заместителем начальника кафедры управления силами, оперативной и боевой подготовки Военно-морской академии. С ноября 1965 года возглавлял кафедру военно-морской организации, оперативной и боевой подготовки командного факультета этой же академии. В июле 1974 года был уволен в запас. Умер 11 мая 2000 года, похоронен на Ковалёвском кладбище Санкт-Петербурга.

## Награды
- Орден Ленина (30 декабря 1956 года);
- 3 ордена Красного Знамени (2 октября 1943 года, 20 июля 1944 года, 30 апреля 1954 года);
- Орден Ушакова 2-й степени (14 декабря 1944 года);
- Орден Отечественной войны 1-й степени (6 ноября 1985 года);
- Орден Трудового Красного Знамени (1973);
- Орден Красной Звезды (20 июня 1949 года);
- Медаль «За оборону Ленинграда» и другие медали.